# (3286) Anatoliya
(3286) Anatoliya est un astéroïde de la ceinture principale.

## Description
(3286) Anatoliya est un astéroïde de la ceinture principale. Il fut découvert le 23 janvier 1980 à Naoutchnyï par Lioudmila Karatchkina. Il présente une orbite caractérisée par un demi-grand axe de 2,64 UA, une excentricité de 0,10 et une inclinaison de 13,4° par rapport à l'écliptique.

## Compléments